# Acid metacrilic
Acidul metacrilic (denumit și acid 2-metilpropenoic) este un compus organic cu formula chimică C4H6O2. Este un acid carboxilic incolor, lichid și vâscos, cu un miros înțepător, neplăcut. Este solubil în apă caldă și este miscibil cu majoritatea solvenților organici. Este produs pe scară largă la nivel industrial deoarece este un precursor pentru esteri, cele mai comune exemple fiind: metacrilatul de metil (MMA) și poli(metil-metacrilatul) (PMMA).

## Obținere
Cea mai comună metodă presupune o conversie a cianhidrinei acetonei la sulfat de meacrilamidă, cu acid sulfuric. Aceste derivat este hidrolizat la acid metacrilic sau este esterificat la metacrilat de metil. O altă metodă implică oxidarea izobutilenei sau terț-butanolului la metacroleină și apoi la acid metacrilic. Acidul izobutiric poate fi dehidrogenat la acid metacrilic.